# Claes Bure
Claes Bure, folkbokförd Klas Erik Emanuel Bure, född 1 november 1950 i Olaus Petri församling i Örebro, död 30 april 2025 i Österåker-Östra Ryds distrikt, var en svensk musiker och kompositör.
Bures låtar har sjungits in av artister som Inger Berggren, Kerstin Dahlberg, Forbes och Flamingokvintetten. Han skrev musiken till låten Beatles med text av Sven-Olof Bagge som framfördes av dansbandet Forbes i svenska Melodifestivalen 1977. Låten tog hem segern i Sverige men kom på sista plats i Eurovision Song Contest 1977.
Bure var sambo med Eleonor Zeidlitz, född 1943, med vilken han har två söner, födda 1978 respektive 1979. Senare var han sambo med Christina Carlsten, ogift Holm, född 1959.

## Diskografi i urval
- 1976 – Eva min Eva ; Man vet ej ordet av (Fyra skilling produktion) (singel)
- 1977 – Beatles, Forbes, (Metronome) (singel)
- 1977 – Big Deal, Forbes, (Metronome) (LP)